# Ariolica peresa
Ariolica peresa är en fjärilsart som beskrevs av W. Warren 1916. Ariolica peresa ingår i släktet Ariolica och familjen trågspinnare. Inga underarter finns listade i Catalogue of Life.